# Al Khor (ciutat)
Al Khor o Al Khawr (àrab: الخور, al-Ḫūr) és una ciutat costanera al nord de Qatar, amb una població de 31.547 habitants (2008 est.), situada a 50 km al nord de la capital, Doha. A més, és capital del municipi d'Al Khor. El nom de la ciutat significa ‘rierol' en persa perquè la ciutat està situada en una cala. Al Khor és la llar de molts dels empleats de la indústria del petroli, a causa de la seva proximitat als camps de petroli i gas natural del nord de Qatar, i a causa de la seva proximitat a la zona industrial de Ras Laffan.

## Història
Al Khor va ser governada per la tribu Al Mohanadi abans de la independència de Qatar el 1971 i segueix sent-ho avui dia. Es creu que la tribu Al Mohanadi que viu a Al Khor es va formar al segle xviii. La tribu es compon de set famílies de beduïns. Avui dia, la majoria dels ciutadans d'Al Khor són d'aquesta tribu.

## Turisme
Al Khor es coneix per l'Al-Sultan Hotel & resort, un palau que es va convertir en un hotel, i per la seva gran concentració de la moderna i històrica mesquita. La indústria principal de la ciutat és la pesca. Hi ha diverses platges excel·lents dels voltants d'Al Khor, i les platges del sud de la mateixa són la llar de moltes cases de platja, propietat dels residents de la ciutat i els residents de Doha.

## Esports
A Al Khor hi juga l'equip de futbol local Al Khor SC.
La ciutat serà una de les seus de la Copa Mundial de Futbol de 2022, on els partits es disputaran a l'Estadi Al Bayt.

## Instal·lacions
A causa de l'expansió contínua a Ras Laffan Industrial City, el nombre d'instal·lacions i serveis disponibles a la ciutat està augmentant ràpidament.